# The Country Bears - I favolorsi
The Country Bears - I favolorsi (The Country Bears) è un film statunitense del 2002, diretto da Peter Hastings. È conosciuto in Italia anche con il titolo I mattacchiorsi. È una commedia musicale ispirata alla famosa attrazione di Walt Disney World Country Bear Jamboree.

## Trama
L'orsetto Beary, un fan assoluto della band "The Country Bears", scappa via di casa una volta saputo di essere stato adottato e tenta di riunire, insieme al vecchio manager, uno ad uno i componenti del gruppo per evitare che il loro teatro venga demolito. Scoprendo lungo il tragitto che i valori e i sogni che uno ha non si spengono mai, anche che chi intende demolire il teatro, ha un vecchio e amaro conto in sospeso con la band. Riuscendo quasi a spuntarla, ma fallendo nel suo intento, perché il gruppo riesce ad esibirsi, con l'arrivo numeroso dei vecchi e nuovi fan, salvando in questo modo il loro amato palco, riportando la band allegra e famosa come un tempo e permettendo anche al loro fan numero uno di cantare e suonare insieme a loro, con la famiglia di Beary che tra il pubblico lo acclama.

## Critica
Per questo film l'attore Christopher Walken è stato candidato ai Razzie Awards 2002 come Peggior attore non protagonista.